# Mrčevo, Pljevlja
Mrčevo este un sat din comuna Pljevlja, Muntenegru. Conform datelor de la recensământul din 2003, localitatea are 16 locuitori (la recensământul din 1991 erau 29 de locuitori).

## Demografie
În satul Mrčevo locuiesc 14 persoane adulte, iar vârsta medie a populației este de 42,5 de ani (46,1 la bărbați și 38,4 la femei). În localitate sunt 5 gospodării, iar numărul mediu de membri în gospodărie este de 3,20.
Această localitate este populată majoritar de sârbi (conform recensământului din 2003).
|  |

| Demografie | Demografie | Demografie |
| An         | Locuitori  | Locuitori  |
| ---------- | ---------- | ---------- |
|            |            |            |
|            |            |            |
|            |            |            |
|            |            |            |
| 1948       | 78         |            |
| 1953       | 105        |            |
| 1961       | 132        |            |
| 1971       | 116        |            |
| 1981       | 65         |            |
| 1991       | 29         | 29         |
| 2003       | 16         | 16         |

| \| \| \| \| \| \| \| Sârbi \| Sârbi \| \| 14 \| 87,5% \| \| Muntenegreni \| Muntenegreni \| \| 2 \| 12,5% \| \| necunoscută \| necunoscută \| \| 0 \| 0% \| |              |  |    |       |
| |              |  |    |       |
| Sârbi | Sârbi        |  | 14 | 87,5% |
| Muntenegreni | Muntenegreni |  | 2  | 12,5% |
| necunoscută | necunoscută  |  | 0  | 0%    |